# Augochloropsis rufisetis
Augochloropsis rufisetis är en biart som först beskrevs av Joseph Vachal 1903.  Augochloropsis rufisetis ingår i släktet Augochloropsis och familjen vägbin. Inga underarter finns listade.